# Palpita flegia
Palpita flegia là một loài bướm đêm trong họ Crambidae.